# ポラメ駅
ポラメ駅（ポラメえき）は大韓民国ソウル特別市銅雀区大方洞にある、ソウル交通公社と南ソウル軽電鉄の駅。ソウル交通公社からは7号線、南ソウル軽電鉄からはソウル軽電鉄新林線が乗り入れている。駅番号は7号線が742。新林線がS404。7号線に、「現代エイチティー」の副駅名が付与されている。

## 歴史
- 2000年8月1日 - ソウル特別市都市鉄道公社（当時）の駅として開業。
- 2017年5月31日 - ソウル特別市都市鉄道公社とソウルメトロが統合され、ソウル交通公社の駅となる。
- 2022年5月28日 - ソウル軽電鉄新林線が開業し、乗換駅となる。

### 駅名の由来
駅の南側に位置するポラメ公園に由来し、これは「若い鷹」を意味する固有語である。
なお、冠岳区のポラメ洞とは一切関連がない。

## 駅構造

### ソウル交通公社
島式ホーム1面2線を有する地下駅で、フルスクリーンタイプのホームドアが設置されている。改札階に繋がる階段は2ヶ所、エレベータは1基設置されている。改札口は1ヶ所あり、化粧室は改札外にある。出入口は1番から8番までの合計8ヶ所ある。

#### のりば
案内上ののりば番号は設定されていない。
| 上り | 7号線 | 高速ターミナル・建大入口・道峰山・長岩方面   |
| 下り | 7号線 | 大林・加山デジタル団地・光明サゴリ・温水方面 |

### 南ソウル軽電鉄
相対式ホーム2面2線の地下駅で、スクリーンドアが設置されている。

#### のりば
案内上ののりば番号は設定されていない。
| 上り | 新林線 | 大方・セッカン方面 |
| 下り | 新林線 | 新林・冠岳山方面   |

## 利用状況
近年の一日平均利用人員推移は下記のとおり。なお、2000年は開業日の8月1日から12月31日までの153日間の平均である。
| 路線  | 路線     | 2000年 | 2001年 | 2002年 | 2003年 | 2004年 | 2005年 | 2006年 | 2007年 | 2008年 | 2009年 | 出典  |
| ----- | -------- | ------ | ------ | ------ | ------ | ------ | ------ | ------ | ------ | ------ | ------ | ----- |
| 7号線 | 乗車人員 | 6,093  | 7,648  | 8,480  | 8,867  | 8,922  | 8,920  | 9,272  | 9,392  | 9,708  | 9,683  | [ 1 ] |
| 7号線 | 降車人員 | 5,919  | 7,431  | 8,242  | 8,493  | 8,386  | 8,563  | 9,017  | 9,166  | 9,554  | 9,565  | [ 1 ] |
| 7号線 | 乗降人員 | 12,011 | 15,079 | 16,722 | 17,360 | 17,308 | 17,483 | 18,289 | 18,558 | 19,262 | 19,249 | [ 1 ] |
| 路線  | 路線     | 2010年 | 2011年 | 2012年 | 2013年 | 2014年 | 2015年 |        |        |        |        | [ 1 ] |
| 7号線 | 乗車人員 | 9,511  | 9,666  | 9,594  | 9,828  | 10,037 | 9,923  |        |        |        |        | [ 1 ] |
| 7号線 | 降車人員 | 9,372  | 9,631  | 9,566  | 9,855  | 10,088 | 9,927  |        |        |        |        | [ 1 ] |
| 7号線 | 乗降人員 | 18,883 | 19,297 | 19,161 | 19,684 | 20,125 | 19,850 |        |        |        |        | [ 1 ] |

## 駅周辺
- ポラメ公園（朝鮮語版）
- ソウル地方兵務庁（朝鮮語版）
- 農心
- 大方中学校（朝鮮語版）
- ソウル大吉初等学校（朝鮮語版）
- ソウル工業高等学校（朝鮮語版）
- ソウル大林初等学校（朝鮮語版）
- 城南中学校
- 城南高等学校
- 江南中学校
- 門昌中学校
- ポラメ初等学校
- 大邦初等学校

## 隣の駅
ソウル交通公社
 7号線
新大方サムゴリ駅 (741) - ポラメ駅 (742) - 新豊駅 (743)　
南ソウル軽電鉄
 新林線
ソウル地方兵務庁駅 (S403) - ポラメ駅 (S404) - ポラメ公園駅 (S405)　